# Левое революционное движение (Боливия)
Левое революционное движение — Новое большинство (исп. Movimiento de la Izquierda Revolucionaria — Nueva Mayoría) — левая политическая партия в Боливии. Была членом Социнтерна (консультативным с 1986 года).

## История

### Создание партии
Партия была основана в 1971 году путём слияния левой фракции боливийской Христианско-демократической партии (Революционной ХДП, включая Хорхе Риоса Даленса и Антонио Аранибара Кирогу), группы «Спартак» (леворадикального студенческого крыла Националистического революционного движения, включавшего Рене Савалету) и «независимых марксистов» (Хайме Пас Самора и другие). С самого начала лидером партии был Хайме Пас Самора. Идеологической основой партии было сочетание принципов марксизма-ленинизма и христианства. В 1971—1978 годах партия находилась в подполье, приобрела значительное влияние в рабочем движении и политике в начале 1970-х годов, но была подавлена авторитарным режимом Уго Бансера.

### Левая коалиция и её приход к власти
В январе 1978 года ЛРД подписало в Каракасе документ о совместных действиях с Левым националистическим революционным движением бывшего президента Эрнана Силеса Суасо, после чего в апреле 1978 года обе партии объединились с Коммунистической и Социалистической во Фронт демократического и народного единства. На последующих президентских выборах 1978, 1979, 1980 годах поддерживала Э. Силеса Суасо как единого кандидата левых сил.
В итоге, после нескольких лет нестабильного военного правления, когда деятельность ЛРД была запрещена, а её активисты — подвергнуты репрессиям ( 15 января 1981 года режим диктатора Гарсиа Месы убил 8 партийных лидеров в резне на Харрингтон-стрит в Ла-Пасе), президентом страны в 1982 году стал Силес Суасо. Хайме Пас Самора стал его вице-президентом, ещё 6 членов ЛРД возглавили различные министерства. В период нахождения партии у власти правительство провело ряд демократических реформ и социально-экономических преобразований, среди которых — укрепление госсектора в экономике, участие работников в управлении некоторыми предприятиями, увеличение минимальной заработной платы. Однако в левом кабинете возникали разногласия, и в начале 1983 года министры от ЛРД покинули его, затем вернулись в апреле 1984 года и вновь вышли в мае 1985 года (вместе с самим X. Пас Саморой).
В результате в партии произошел раскол на 3 фракции (X. Пас Саморы, А. Аранибара и В. Делгадильо). После 1985 года партия пересмотрела свою идеологию, отказавшись от принципов марксизма и классовой борьбы, после чего из партии вышли некоторые члены (включая откол Движения «Свободная Боливия» во главе с Антонио Аранибаром, ставшего на время крупнейшей левой партией страны и ядром коалиции «Единые левые»), однако ЛРД временно расширило свой электорат.

### В коалиции с правыми
На парламентских выборах 1989 года ЛРД в блоке с некоторыми мелкими левыми группировками получила 309033 (21,8 %) голосов, что означало 33 (на 18 больше, чем было) мест в Палате депутатов и 8 (на 7 больше) в Сенате. Поскольку ни одна из политических сил не получила более 50 % для прямых выборов президента, всё решалось посредством коалиционных довогорённостей. В итоге лидер ЛРД Хайме Пас Самора стал президентом страны при поддержке бывшего диктатора и политического оппонента, генерала Уго Бансера и правой партии Националистическое демократическое действие.
Предвыборные заявления лидера ЛРД об отказе от неолиберальной политики, проводившейся в свой последний срок его предшественником на посту президента Виктором Пасом Эстенссоро, в действительности реализованы не были, напротив — правительство следовало скорее программе НДД и политике «жёсткой экономии». В адрес правительства постоянно звучали обвинения в коррупции, что в конечном итоге привело к аресту соучредителя ЛРД Оскара Эйда за причастность к торговле наркотиками.

### Упадок партии
На всеобщих выборах 1993 года «Патриотическое соглашение» ЛРД и НДД потеряло половину мест, получив 21,1 % голосов. Далее в 1997 году, участвуя в выборах самостоятельно, ЛРД собрало 16,7 % голосов. В 2002 году коалиция Левого революционного движения и Революционного левого фронта, ранее уже выступавшего его сателлитом, собрала 16,3 % голосов, однако после 2005 года своё парламентское представительство партия потеряла. В 2003 году от неё откололся Самуэль Дориа Медина, уведший в свою новую силу Фронт национального единства значительную часть партии.
Нынешним лидером партии остаётся бывший президент Хайме Пас Самора, однако будущее партии вызывает сомнения. Как и прочие традиционные партии страны, она пережила падение популярности на фоне подъёма Движения к социализму.